# Androsace ovczinnikovii
Androsace ovczinnikovii är en viveväxtart som beskrevs av Boris Konstantinovich Schischkin och Bobrov. Androsace ovczinnikovii ingår i släktet grusvivor, och familjen viveväxter. Inga underarter finns listade i Catalogue of Life.